# Cécilion Puleoto
Pour le joueur français de rugby à XV né en 1967, voir Sotele Puleoto.
Pas d'image ? Cliquez ici

a Compétitions nationales et continentales officielles uniquement.

Dernière mise à jour le 11 novembre 2021.
Cécilion Puleoto, né le 3 octobre 1992, est un joueur français de rugby à XV évoluant au poste de pilier.

## Biographie
Il est le fils du joueur Sotele Puleoto.

## Carrière
Formé au Biarritz olympique avec son frère aîné Tuitoga, il franchit toutes les catégories jusqu’à l’équipe première avec laquelle il fait ses débuts à Carcassonne le 13 septembre 2014. En 2016, il rejoint Saint-Jean-d’Angély en Fédérale 1.